# 3114 Ercilla
3114 Ercilla је астероид главног астероидног појаса чија средња удаљеност од Сунца износи 2,420 астрономских јединица (АЈ).
Апсолутна магнитуда астероида је 13,5.